# Taanbuiktangare
De taanbuiktangare (Thlypopsis inornata) is een zangvogel uit de familie Thraupidae (tangaren).

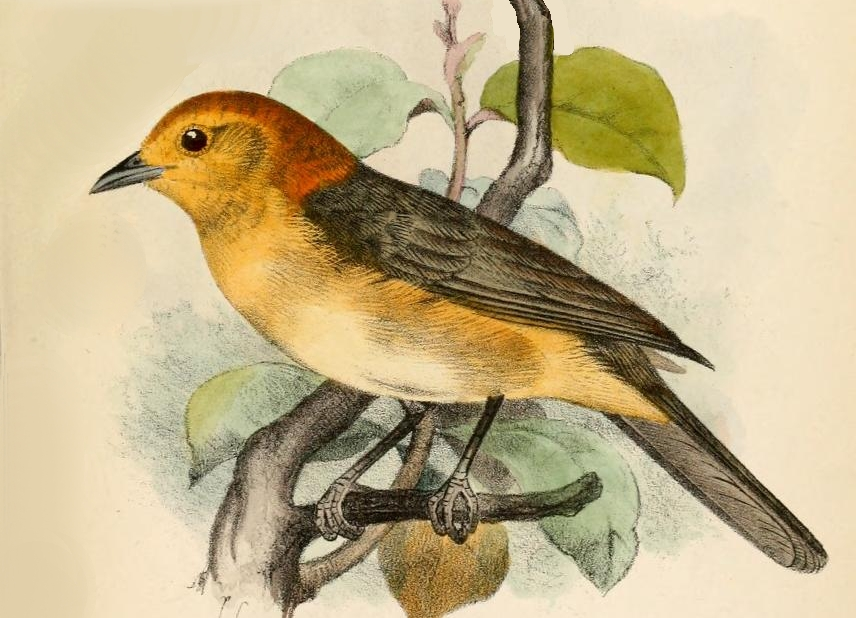

## Verspreiding en leefgebied
Deze soort is endemisch in noordwestelijk Peru.